# Megalestes haui
Megalestes haui là loài chuồn chuồn trong họ Synlestidae. Loài này được Wilson & Reels mô tả khoa học đầu tiên năm 2003.